# Euphionella patagonica
Euphionella patagonica är en ringmaskart som beskrevs av Monro 1936. Euphionella patagonica ingår i släktet Euphionella och familjen Polynoidae. Inga underarter finns listade i Catalogue of Life.